# TekWar
TekWar est une série de romans de science-fiction signée William Shatner (écrits par Ron Goulart).

## Liste de titres
1. TekWar (1989)  (ISBN 0-399-13495-6)
2. TekLords (1991)  (ISBN 0-399-13616-9)
3. TekLab (1991)  (ISBN 0-399-13736-X)
4. Tek Vengeance (1993)  (ISBN 0-399-13788-2)
5. Tek Secret (1993)  (ISBN 0-399-13892-7)
6. Tek Power (1994)  (ISBN 0-399-13997-4)
7. Tek Money (1995)  (ISBN 0-399-14109-X)
8. Tek Kill (1996)  (ISBN 0-399-14202-9)
9. Tek Net (1997)  (ISBN 0-399-14339-4)

## Adaptations
- TekWar, série télévisée
- William Shatner's TekWar, jeu vidéo